# EDGE (accessの曲)
「EDGE」（エッジ）は、2002年2月27日にリリースされたaccessの13thシングル。発売元はアンティノスレコード。

## 概要
累計売上は6.6万枚を記録し、2002年の活動再開以降にリリースされたシングルでは自己最高のセールスとなった。初回盤には4thアルバム『CROSSBRIDGE』とのダブル購入特典（A賞：オリジナルロゴ入りMDウォークマン、B賞：握手会参加券）応募券のほか、トレーディングカード（全9種）が封入された。タイトル曲は4thアルバム『CROSSBRIDGE』にフィル・カッフェル（Phil Kaffel）がミックスを手掛けた「PK mix」として収録されている。

## 収録曲
1. EDGE
  - 作詞：貴水博之　作曲・編曲：浅倉大介
2. Especially Kiss
  - 作詞：貴水博之　作曲・編曲：浅倉大介